# Dywizja Ułanów
Dywizja Ułanów – wielka jednostka kawalerii Wojska Polskiego na Wschodzie.
Dywizja została sformowana wiosną 1918 roku, w twierdzy Bobrujsk, w czasie reorganizacji I Korpusu Polskiego.

## Organizacja i obsada personalna dywizji

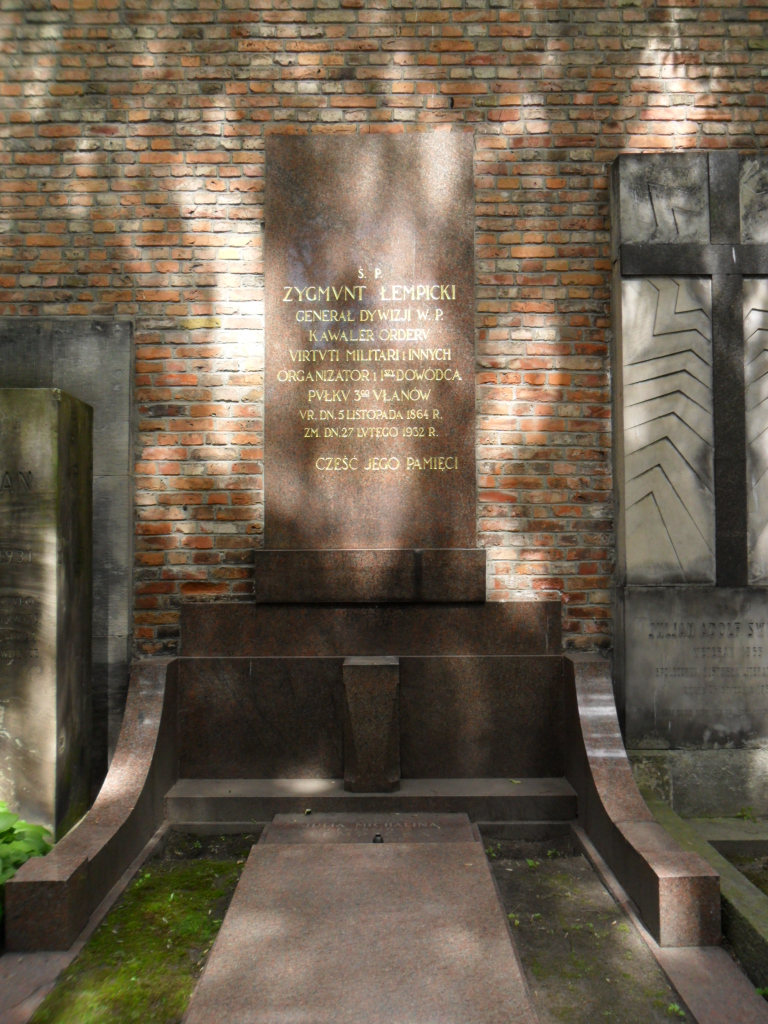
Grób Zygmunta Łempickiego na Powązkach

- dowództwo:
  - dowódca – płk Zygmunt Łempicki
  - szef sztabu - Marian Przewłocki
- 1 pułk ułanów[a] – płk Muszyński, potem rtm. Dziewicki
- 2 pułk ułanów – rtm. Adolf Waraksiewicz
- 3 pułk ułanów - rtm. Stefan Strzemieński
- dywizjon artylerii konnej[b] – płk Władysław Obuch-Woszczatyński
- szwadron konnych saperów
- tabory